# Halászi
Halászi (croata: Laslovo, Helasi) é um município da Hungria, situado no condado de Győr-Moson-Sopron. Tem 36,45 km² de área e sua população em 2015 foi estimada em 3.118 habitantes.